# Požár v tunelu Mont Blanc
Dne 24. března 1999 došlo ke hromadnému neštěstí, jež si vyžádalo 39 mrtvých. Belgický kamion Volvo FH12 (v době nehody měl kamion najeto 103 000 km a byl asi rok starý) vezl margarín a mouku. Začalo hořet v motorovém prostoru, pravděpodobně došlo k nasátí nedopalku cigarety do sání na kabině a následnému vznícení vzduchového filtru. Řidič, který jel z Francie, zabrzdil a rychle kamion opustil. Zastavily také další nákladní i osobní automobily. Ačkoli nebyl náklad vozidla považován za hořlavý, ukázalo se, že jde naopak o velmi nebezpečnou hořlavinu. Tunelem se začal šířit hustý kouř. Řidiči jedoucí z italské strany z tunelu vycouvali. Řidiči jedoucí z francouzské strany již nemohli nastartovat vozidla, vzhledem k nedostatku kyslíku.

## Záchranná akce
Tunel měl dvě odloučená záchranná a řídicí pracoviště a jedním ze zabezpečovacích zařízení byla také ventilace tunelu. Zde došlo k prvním dvěma chybám:
1. Zásah prováděly pouze francouzské záchranné sbory, italské o neštěstí nevěděly.
2. Došlo k pochybení pracovníka obsluhy ventilace. Zatímco měl zapnout odsávání, aby se z tunelu dostal kouř pryč, začal do tunelu tlačit čerstvý vzduch, čímž došlo k šíření kouře po celé délce tunelu.

Hasiči neměli možnost vjet do tunelu vozidly, protože jim vzhledem k nedostatku kyslíku zhasínaly motory. Hasiči tedy postupovali do tunelu pěšky, vybaveni dýchacími přístroji, avšak vzhledem k nulové viditelnosti museli postupovat pouze podél zdí, aby neztratili orientaci. Mnoho hasičů zachránily také bezpečnostní výklenky ve stěnách tunelu, které jsou odděleny požární přepážkou a do kterých je vháněn čerstvý vzduch. 6 hasičů se zachránilo ve výklenku číslo 17, kde zůstali uvězněni cca 7 hodin.

## Důsledky
Tunel byl na tři roky uzavřen, došlo k reorganizaci záchranných složek, řídicí a záchranné pracoviště je pouze jedno. Došlo k vybavení hasičů novými technologiemi. Po znovuotevření tunelu jsou bezpečnostní opatření na vyšší úrovni.